# Liste der Olympiasieger im Badminton

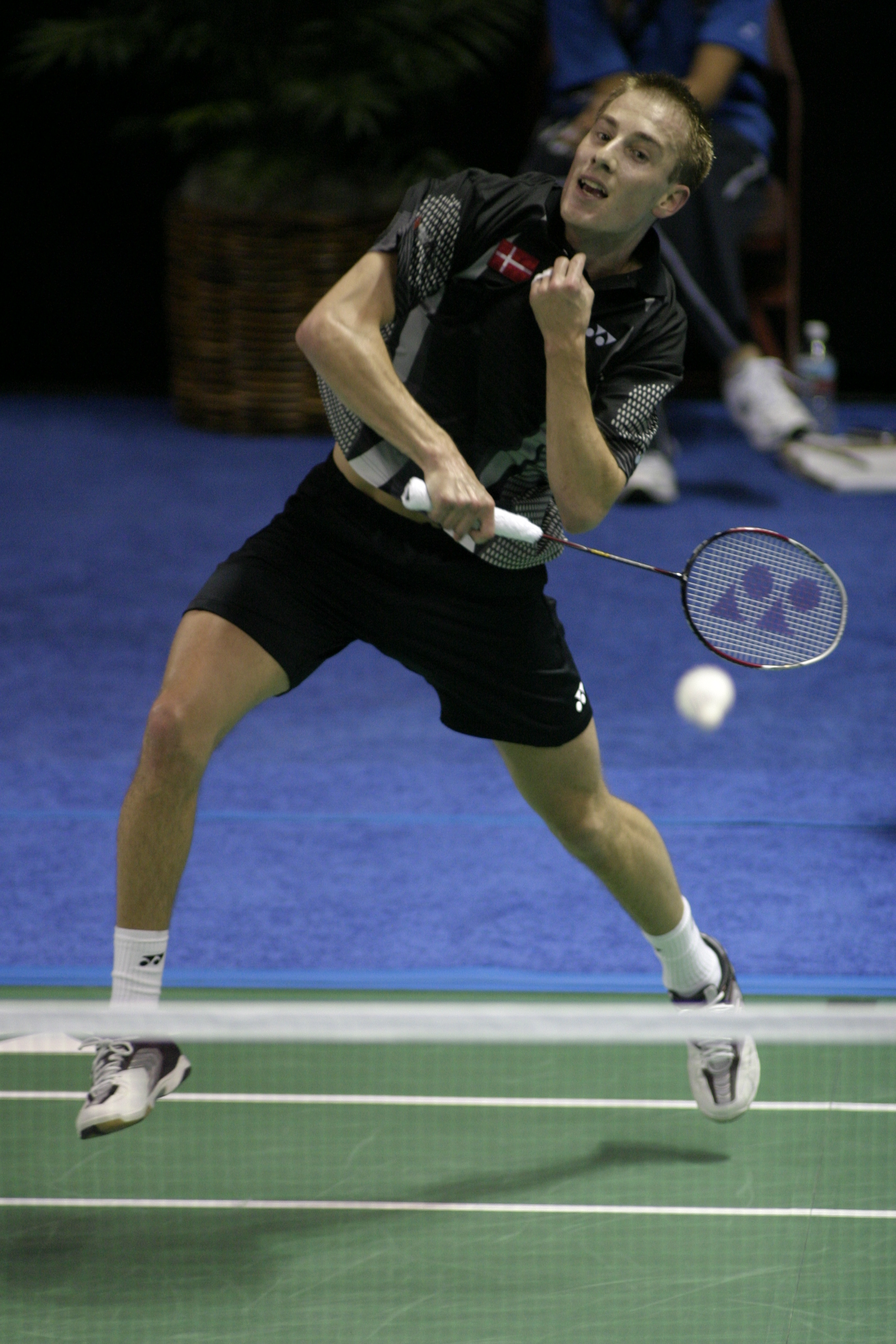
Peter Gade, Teilnehmer an den Olympischen Sommerspielen 2000, 2004, 2008 und 2012

Olympiasieger im Badminton werden seit 1992 gekürt. Im Folgenden werden alle Sieger, Zweit- und Drittplatzierten der Badmintonwettbewerbe bei den Olympischen Sommerspielen aufgelistet, gegliedert nach Männern, Frauen und Mixed-Teams.

## Wettbewerbe
Bei Olympischen Sommerspielen werden fünf Badminton-Turniere ausgetragen:
- Einzel-Turnier der Frauen (seit 1992)
- Doppel-Turnier der Frauen (seit 1992)
- Einzel-Turnier der Männer (seit 1992)
- Doppel-Turnier der Männer (seit 1992)
- Mixed-Turnier (seit 1996)

1972 in München wurde Badminton als Demonstrationssportart ausgetragen, ohne ein Doppel-Turnier der Frauen. In Seoul 1988 war Badminton Vorführungssportart. In der Tabelle sind die Platzierten dieser Jahre kursiv gesetzt.
Bei den Turnieren der Olympischen Sommerspiele 1992 wurden jeweils zwei Bronzemedaillen vergeben, bei der Austragung 1972 als Demonstrationswettbewerb gab es ebenfalls zwei Drittplatzierte.

### Frauen

#### Einzel
| Olympia | Gold            | Silber          | Bronze                   |
| ------- | --------------- | --------------- | ------------------------ |
| 1972    | Noriko Nakayama | Utami Dewi      | Gillian Gilks Hiroe Yuki |
| 1988    | Han Aiping      | Hwang Hye-young | Sumiko Kitada            |
| 1992    | Susi Susanti    | Bang Soo-hyun   | Huang Hua Tang Jiuhong   |
| 1996    | Bang Soo-hyun   | Mia Audina      | Susi Susanti             |
| 2000    | Gong Zhichao    | Camilla Martin  | Ye Zhaoying              |
| 2004    | Zhang Ning      | Mia Audina      | Zhou Mi                  |
| 2008    | Zhang Ning      | Xie Xingfang    | Maria Kristin Yulianti   |
| 2012    | Li Xuerui       | Wang Yihan      | Saina Nehwal             |
| 2016    | Carolina Marín  | P. V. Sindhu    | Nozomi Okuhara           |
| 2020    | Chen Yufei      | Tai Tzu-ying    | P. V. Sindhu             |
| 2024    | An Se-young     | He Bingjiao     | Gregoria Mariska Tunjung |

#### Doppel
| Olympia | Gold                                     | Silber                                           | Bronze                                                       |
| ------- | ---------------------------------------- | ------------------------------------------------ | ------------------------------------------------------------ |
| 1988    | Südkorea Kim Yun-ja Chung So-young       | China Lin Ying Guan Weizhen                      | Dänemark Dorte Kjær Nettie Nielsen                           |
| 1992    | Südkorea Hwang Hye-young Chung So-young  | China Guan Weizhen Nong Qunhua                   | Südkorea Gil Young-ah Shim Eun-jung China Lin Yanfen Yao Fen |
| 1996    | China Ge Fei Gu Jun                      | Südkorea Gil Young-ah Jang Hye-ock               | China Tang Yongshu Qin Yiyuan                                |
| 2000    | China Ge Fei Gu Jun                      | China Huang Nanyan Yang Wei                      | China Qin Yiyuan Gao Ling                                    |
| 2004    | China Zhang Jiewen Yang Wei              | China Huang Sui Gao Ling                         | Südkorea Ra Kyung-min Lee Kyung-won                          |
| 2008    | China Du Jing Yu Yang                    | Südkorea Lee Kyung-won Lee Hyo-jung              | China Zhang Jiewen Yang Wei                                  |
| 2012    | China Tian Qing Zhao Yunlei              | Japan Mizuki Fujii Reika Kakiiwa                 | Russland Valeria Sorokina Nina Vislova                       |
| 2016    | Japan Misaki Matsutomo Ayaka Takahashi   | Dänemark Christinna Pedersen Kamilla Rytter Juhl | Südkorea Jung Kyung-eun Shin Seung-chan                      |
| 2020    | Indonesien Greysia Polii Apriyani Rahayu | China Chen Qingchen Jia Yifan                    | Südkorea Kim So-young Kong Hee-yong                          |
| 2024    | China Chen Qingchen Jia Yifan            | China Liu Shengshu Tan Ning                      | Japan Nami Matsuyama Chiharu Shida                           |

### Männer

#### Einzel
| Olympia | Gold                   | Silber             | Bronze                                  |
| ------- | ---------------------- | ------------------ | --------------------------------------- |
| 1972    | Rudy Hartono           | Svend Pri          | Sture Johnsson Wolfgang Bochow          |
| 1988    | Yang Yang              | Icuk Sugiarto      | Park Sung-bae                           |
| 1992    | Alan Budikusuma        | Ardy Wiranata      | Thomas Stuer-Lauridsen Hermawan Susanto |
| 1996    | Poul-Erik Høyer Larsen | Dong Jiong         | Rashid Sidek                            |
| 2000    | Ji Xinpeng             | Hendrawan          | Xia Xuanze                              |
| 2004    | Taufik Hidayat         | Shon Seung-mo      | Sony Dwi Kuncoro                        |
| 2008    | Lin Dan                | Lee Chong Wei      | Chen Jin                                |
| 2012    | Lin Dan                | Lee Chong Wei      | Chen Long                               |
| 2016    | Chen Long              | Lee Chong Wei      | Viktor Axelsen                          |
| 2020    | Viktor Axelsen         | Chen Long          | Anthony Ginting                         |
| 2024    | Viktor Axelsen         | Kunlavut Vitidsarn | Lee Zii Jia                             |

#### Doppel
| Olympia | Gold                                      | Silber                                | Bronze                                                                              |
| ------- | ----------------------------------------- | ------------------------------------- | ----------------------------------------------------------------------------------- |
| 1972    | Indonesien Ade Chandra Christian Hadinata | Malaysia Ng Boon Bee Punch Gunalan    | Großbritannien Elliot Stuart Derek Talbot BR Deutschland Willi Braun Roland Maywald |
| 1988    | China Tian Bingyi Li Yongbo               | Südkorea Lee Sang-bok Lee Kwang-jin   | Japan Shuji Matsuno Shinji Matsuura                                                 |
| 1992    | Südkorea Kim Moon-soo Park Joo-bong       | Indonesien Eddy Hartono Rudy Gunawan  | Malaysia Razif Sidek Jalani Sidek China Li Yongbo Tian Bingyi                       |
| 1996    | Indonesien Rexy Mainaky Ricky Subagja     | Malaysia Cheah Soon Kit Yap Kim Hock  | Indonesien Denny Kantono S. Antonius Budi Ariantho                                  |
| 2000    | Indonesien Candra Wijaya Tony Gunawan     | Südkorea Lee Dong-soo Yoo Yong-sung   | Südkorea Kim Dong-moon Ha Tae-kwon                                                  |
| 2004    | Südkorea Kim Dong-moon Ha Tae-kwon        | Südkorea Lee Dong-soo Yoo Yong-sung   | Indonesien Eng Hian Flandy Limpele                                                  |
| 2008    | Indonesien Markis Kido Hendra Setiawan    | China Cai Yun Fu Haifeng              | Südkorea Lee Jae-jin Hwang Ji-man                                                   |
| 2012    | China Cai Yun Fu Haifeng                  | Dänemark Mathias Boe Carsten Mogensen | Südkorea Jung Jae-sung Lee Yong-dae                                                 |
| 2016    | China Fu Haifeng Zhang Nan                | Malaysia Goh V Shem Tan Wee Kiong     | Großbritannien Marcus Ellis Chris Langridge                                         |
| 2020    | Chinesisch Taipeh Lee Yang Wang Chi-lin   | China Li Junhui Liu Yuchen            | Malaysia Aaron Chia Soh Wooi Yik                                                    |
| 2024    | Chinesisch Taipeh Lee Yang Wang Chi-lin   | China Liang Weikeng Wang Chang        | Malaysia Aaron Chia Soh Wooi Yik                                                    |

### Mixed
| Olympia | Gold                                      | Silber                                    | Bronze                                                                                 |
| ------- | ----------------------------------------- | ----------------------------------------- | -------------------------------------------------------------------------------------- |
| 1972    | Großbritannien Derek Talbot Gillian Gilks | Dänemark Svend Pri Ulla Strand            | BR Deutschland Roland Maywald Brigitte Steden Indonesien Christian Hadinata Utami Dewi |
| 1988    | Südkorea Park Joo-bong Chung Myung-hee    | China Wang Pengren Shi Fangjing           | Hongkong Chan Chi Choi Amy Chan                                                        |
| 1996    | Südkorea Kim Dong-moon Gil Young-ah       | Südkorea Park Joo-bong Ra Kyung-min       | China Liu Jianjun Sun Man                                                              |
| 2000    | China Zhang Jun Gao Ling                  | Indonesien Tri Kusharyanto Minarti Timur  | Großbritannien Simon Archer Joanne Goode                                               |
| 2004    | China Zhang Jun Gao Ling                  | Großbritannien Nathan Robertson Gail Emms | Dänemark Jens Eriksen Mette Schjoldager                                                |
| 2008    | Südkorea Lee Yong-dae Lee Hyo-jung        | Indonesien Nova Widianto Liliyana Natsir  | China He Hanbin Yu Yang                                                                |
| 2012    | China Zhang Nan Zhao Yunlei               | China Xu Chen Ma Jin                      | Dänemark Joachim Fischer Nielsen Christinna Pedersen                                   |
| 2016    | Indonesien Tontowi Ahmad Liliyana Natsir  | Malaysia Chan Peng Soon Goh Liu Ying      | China Zhang Nan Zhao Yunlei                                                            |
| 2020    | China Wang Yilu Huang Dongping            | China Zheng Siwei Huang Yaqiong           | Japan Yuta Watanabe Arisa Higashino                                                    |
| 2024    | China Zheng Siwei Huang Yaqiong           | Südkorea Kim Won-ho Jeong Na-eun          | Japan Yuta Watanabe Arisa Higashino                                                    |

## Gesamt
- Platzierung: Gibt die Reihenfolge der Athleten wieder. Diese wird durch die Anzahl der Goldmedaillen bestimmt. Bei gleicher Anzahl werden die Silbermedaillen verglichen, danach die Bronzemedaillen.
- Name: Nennt den Namen des Athleten.
- Land: Nennt das Land, für das der Athlet startete. Bei einem Wechsel der Nationalität wird das Land genannt, für das der Athlet die letzte Medaille erzielte.
- Von: Das Jahr, in dem der Athlet die erste Medaille gewonnen hat.
- Bis: Das Jahr, in dem der Athlet die letzte Medaille gewonnen hat.
- Gold: Nennt die Anzahl der gewonnenen Goldmedaillen.
- Silber: Nennt die Anzahl der gewonnenen Silbermedaillen.
- Bronze: Nennt die Anzahl der gewonnenen Bronzemedaillen.
- Gesamt: Nennt die Anzahl aller gewonnenen Medaillen.

Die Demonstrationswettbewerbe werden nicht berücksichtigt, da sie nicht offizieller Teil des olympischen Programms waren.

### Erfolgreichste Frauen
| Platz | Name            | Land       | von  | bis  | Gold | Silber | Bronze | Gesamt |
| ----- | --------------- | ---------- | ---- | ---- | ---- | ------ | ------ | ------ |
| 1.    | Gao Ling        | China      | 2000 | 2004 | 2    | 1      | 1      | 4      |
| 2.    | Zhao Yunlei     | China      | 2012 | 2016 | 2    | –      | 1      | 3      |
| 3.    | Ge Fei          | China      | 1996 | 2000 | 2    | –      | –      | 2      |
| 3.    | Gu Jun          | China      | 1996 | 2000 | 2    | –      | –      | 2      |
| 3.    | Zhang Ning      | China      | 2004 | 2008 | 2    | –      | –      | 2      |
| 6.    | Gil Young-ah    | Südkorea   | 1992 | 1996 | 1    | 1      | 1      | 3      |
| 7.    | Bang Soo-hyun   | Südkorea   | 1996 | 1996 | 1    | 1      | –      | 2      |
| 7.    | Zhang Jiewen    | China      | 2000 | 2004 | 1    | 1      | –      | 2      |
| 7.    | Liliyana Natsir | Indonesien | 2008 | 2016 | 1    | 1      | –      | 2      |
| 7.    | Huang Yaqiong   | China      | 2020 | 2024 | 1    | 1      | –      | 2      |

### Erfolgreichste Männer
| Platz | Name           | Land              | von  | bis  | Gold | Silber | Bronze | Gesamt |
| ----- | -------------- | ----------------- | ---- | ---- | ---- | ------ | ------ | ------ |
| 1.    | Viktor Axelsen | Dänemark          | 2016 | 2024 | 2    | –      | 1      | 3      |
| 1.    | Kim Dong-moon  | Südkorea          | 1996 | 2004 | 2    | –      | 1      | 3      |
| 1.    | Zhang Nan      | China             | 2012 | 2016 | 2    | –      | 1      | 3      |
| 4.    | Lee Yang       | Chinesisch Taipeh | 2020 | 2024 | 2    | –      | –      | 2      |
| 4.    | Lin Dan        | China             | 2008 | 2012 | 2    | –      | –      | 2      |
| 4.    | Zhang Jun      | China             | 2000 | 2004 | 2    | –      | –      | 2      |
| 4.    | Fu Haifeng     | China             | 2012 | 2016 | 2    | –      | –      | 2      |
| 4.    | Wang Chi-lin   | Chinesisch Taipeh | 2020 | 2024 | 2    | –      | –      | 2      |
| 9.    | Chen Long      | China             | 2012 | 2020 | 1    | 1      | 1      | 3      |
| 10.   | Park Joo-bong  | Südkorea          | 1992 | 1992 | 1    | 1      | –      | 2      |
| 10.   | Zheng Siwei    | China             | 2020 | 2024 | 1    | 1      | –      | 2      |

## Nationenwertung
Die Demonstrationswettbewerbe werden nicht berücksichtigt, da sie kein offizieller Bestandteil des olympischen Programms waren.
Stand: bis und mit 2024

### Gesamt
| Platz | Land              | Gold | Silber | Bronze | Gesamt |
| ----- | ----------------- | ---- | ------ | ------ | ------ |
| 1.    | China             | 22   | 15     | 15     | 52     |
| 2.    | Indonesien        | 8    | 6      | 8      | 22     |
| 3.    | Südkorea          | 7    | 8      | 7      | 22     |
| 4.    | Dänemark          | 3    | 3      | 4      | 10     |
| 5.    | Chinesisch Taipeh | 2    | 1      | –      | 3      |
| 6.    | Japan             | 1    | 1      | 4      | 6      |
| 7.    | Spanien           | 1    | –      | –      | 1      |
| 8.    | Malaysia          | –    | 6      | 5      | 11     |
| 9.    | Indien            | –    | 1      | 2      | 3      |
| 9.    | Großbritannien    | –    | 1      | 2      | 3      |
| 11.   | Niederlande       | –    | 1      | –      | 1      |
| 11.   | Thailand          | –    | 1      | –      | 1      |
| 13.   | Russland          | –    | –      | 1      | 1      |

### Frauen
| Platz | Land              | Gold | Silber | Bronze | Gesamt |
| ----- | ----------------- | ---- | ------ | ------ | ------ |
| 1.    | China             | 12   | 7      | 8      | 27     |
| 2.    | Südkorea          | 3    | 3      | 4      | 10     |
| 3.    | Indonesien        | 2    | 1      | 3      | 6      |
| 4.    | Japan             | 1    | 1      | 2      | 4      |
| 5.    | Spanien           | 1    | –      | –      | 1      |
| 6.    | Dänemark          | –    | 2      | –      | 2      |
| 7.    | Indien            | –    | 1      | 2      | 3      |
| 8.    | Chinesisch Taipeh | –    | 1      | –      | 1      |
| 8.    | Niederlande       | –    | 1      | –      | 1      |
| 10.   | Russland          | –    | –      | 1      | 1      |

### Männer
| Platz | Land              | Gold | Silber | Bronze | Gesamt |
| ----- | ----------------- | ---- | ------ | ------ | ------ |
| 1.    | China             | 6    | 5      | 4      | 15     |
| 2.    | Indonesien        | 5    | 3      | 5      | 13     |
| 3.    | Dänemark          | 3    | 1      | 2      | 6      |
| 4.    | Südkorea          | 2    | 3      | 3      | 8      |
| 5.    | Chinesisch Taipeh | 2    | –      | –      | 2      |
| 6.    | Malaysia          | –    | 5      | 5      | 10     |
| 7.    | Thailand          | –    | 1      | –      | 1      |
| 8.    | Großbritannien    | –    | –      | 1      | 1      |

### Mixed
| Platz | Land           | Gold | Silber | Bronze | Gesamt |
| ----- | -------------- | ---- | ------ | ------ | ------ |
| 1.    | China          | 5    | 2      | 3      | 10     |
| 2.    | Südkorea       | 2    | 2      | –      | 4      |
| 3.    | Indonesien     | 1    | 2      | –      | 3      |
| 4.    | Großbritannien | –    | 1      | 1      | 2      |
| 5.    | Malaysia       | –    | 1      | –      | 1      |
| 6.    | Dänemark       | –    | –      | 2      | 2      |
| 6.    | Japan          | –    | –      | 2      | 2      |